# 1017 Жакліна
1017 Жакліна (1017 Jacqueline) — астероїд головного поясу, відкритий 4 лютого 1924 року.
Тіссеранів параметр щодо Юпітера — 3,395.